# サンヌ・カント
サンヌ・カント (Sanne Cant, 1990年10月8日 - ) はベルギー、アントヴェルペン出身の自転車競技選手。主にシクロクロスで活躍している。「サヌ・カント」「サナ・カント」などとも表記される。